# Prêmio da Música Brasileira de 2014
O Prêmio da Música Brasileira de 2014 foi a 25º edição da premiação. A cerimônia aconteceu no dia 14 de maio de 2014 no Theatro Municipal do Rio de Janeiro.
Pela primeira vez, o homenageado da cerimônia foi um gênero musical, o samba.

## Categorias
Neste ano, houve 111 indicações e 35 vencedores.

### Canção Popular
| Categoria | Vencedor                                    | Indicados                                                         |
| --------- | ------------------------------------------- | ----------------------------------------------------------------- |
| Cantor    | Cauby Peixoto                               | Lazzo Matumbi Serjão Loroza                                       |
| Cantora   | Ângela Maria                                | Lana Bittencourt Roberta Miranda                                  |
| Grupo     | Monobloco                                   | Banda Calypso Cheiro de Amor                                      |
| Dupla     | Chitãozinho & Xororó                        | Léo Canhoto & Robertinho Zezé Di Camargo & Luciano                |
| Álbum     | Reencontro, de Cauby Peixoto e Ângela Maria | Arrastão da Alegria, do Monobloco Made in China, de Carlos Careqa |

### Categorias Especiais
| Categoria                   | Vencedor                                             | Indicados                                                             |
| --------------------------- | ---------------------------------------------------- | --------------------------------------------------------------------- |
| Projeto Especial            | Caymmi, com a família Caymmi                         | Ao Vivo, de Marcos Valle e Stacey Kent Sambabook, de Martinho da Vila |
| Álbum Eletrônico            | Carnaval Bech Club Vol. 1, de Rodrigo Sha            | (Nenhum outro indicado)                                               |
| Álbum em Língua Estrangeira | Canta Billie Holiday in Rio, de Leila Maria          | As Canções do Rei, de Leny Andrade Zeski, de Tiago Iorc               |
| Álbum Erudito               | Heitor Villa-Lobos – Sinfonia Nº 6 e Nº 7, da OSESP  | Concerto Antropofágico, da OSESP Rachmaninov, da OSESP                |
| Álbum Infantil              | Arca de Noé – Vinícius de Moraes, de vários artistas | A Família, de Cria Rabiola, Ola, Catibiribola, de Sílvia Negrão       |
| DVD                         | Criolo & Emicida Ao Vivo, de Criolo e Emicida        | Recanto Ao Vivo, de Gal Costa Totatiando, de Zélia Duncan             |

### Categoria Regional
| Categoria | Vencedor                   | Indicados                                                 |
| --------- | -------------------------- | --------------------------------------------------------- |
| Cantor    | Sérgio Reis                | Felipe Cordeiro Victor Batista                            |
| Cantora   | Patrícia Bastos            | Bia Goes Maria da Paz                                     |
| Álbum     | Zulusa, de Patrícia Bastos | 3 Brasis, de 3 Brasis Canta Gonzagão, de Quinteto Violado |
| Grupo     | Quinteto Violado           | 3 Brasis Ticuqueiros                                      |
| Dupla     | Cajú & Castanha            | César Olvieira & Rogério Melo Vaido & Vael                |

### Categoria Pop/Rock/Reggae/Hip Hop/Funk
| Categoria | Vencedor                             | Indicados                                                                 |
| --------- | ------------------------------------ | ------------------------------------------------------------------------- |
| Cantor    | Ney Matogrosso                       | Lulu SantosPaulinho Moska                                                 |
| Cantora   | Gal Costa                            | Blubell Ná Ozzetti                                                        |
| Álbum     | Atento aos Sinais, de Ney Matogrosso | Recanto Ao Vivo, de Gal Costa Todo Dia é o Fim do Mundo, de Lula Queiroga |
| Grupo     | Passo Torto                          | O Rappa Tono                                                              |

### Categoria Instrumental
| Categoria | Vencedor                                     | indicados                                                           |
| --------- | -------------------------------------------- | ------------------------------------------------------------------- |
| Álbum     | Mundo de Pixinguinha, de Hamilton de Holanda | Continente, de Yamandu Costa Ninho de Vespa, do SpokFrevo Orquestra |
| Solista   | Hamilton de Holanda                          | Leo Gandelaman Yamandu Costa                                        |
| Grupo     | SpokFrevo Orquestra                          | Bixiga 70 Vento em Madeira                                          |

### Categoria MPB
| Categoria | Vencedor                                                    | Indicados                                                |
| --------- | ----------------------------------------------------------- | -------------------------------------------------------- |
| Grupo     | Boca Livre                                                  | Orquestra Criôla Os Cariocas                             |
| Cantor    | Milton Nascimento                                           | Edu Lobo Vitor Ramil                                     |
| Cantora   | Maria Bethânia                                              | Rosa Passos Simone                                       |
| Álbum     | Edu Lobo e Metropole Orkest, de Edu Lobo e Metropole Orkest | Foi no Mês que Vem, de Vitor Ramil Tudo, de Joyce Moreno |

### Categoria Samba
| Categoria | Vencedor                                   | Indicados                                              |
| --------- | ------------------------------------------ | ------------------------------------------------------ |
| Grupo     | Sururu na Roda                             | Casuarina Orquestra Imperial                           |
| Cantor    | Zeca Pagodinho                             | Riachão Wilson das Neves                               |
| Cantora   | Alcione                                    | Fabiana Cozza Mariene de Castro                        |
| Álbum     | Se Me Chamar, Ô Sorte, de Wilson das Neves | Matéria-Prima, de Sombrinha Mundão de Ouro, de Riachão |

### Outros
| Categoria                | Vencedor                                                                                       | Indicados |
| ------------------------ | ---------------------------------------------------------------------------------------------- | --- |
| Categoria Revelação      | Bixiga 70                                                                                      | Patrícia Bastos Vento em Madeira                                                                                           |
| Categoria Melhor Canção  | “Samba para João”, de Wilson das Neves e Chico Buarque                                         | “Cara de Queixa”, de Wilson das Neves e Paulo César Pinheiro “Se Me Chamar, Ô Sorte!”, de Wilson das Neves e Cláudio Jorge |
| Categoria Arranjador     | Gilson Peranzzetta                                                                             | Sacha Amback Vittor Santos                                                                                                 |
| Categoria Projeto Visual | Arca de Noé – Vinícius de Moraes, projeto visual de Adriana Calcanhotto e Fernanda Villa-Lobos | Atento aos Sinais, projeto visual de Cassia D’Elia Todo Dia é o Fim do Mundo, projeto visual de Zé Mateus Alves            |